# Rue Vauban (Nancy)
Pour les articles homonymes, voir Rue Vauban.
La rue Vauban est une voie de la commune de Nancy, dans le département de Meurthe-et-Moselle, en région Lorraine.

## Situation et accès
Au sein du territoire communal de la ville de Nancy, la rue Vauban se place à sa périphérie sud-ouest, au sein du quartier Haussonville - Blandan - Donop. L'extrémité occidentale de la voie est très proche de la commune de Villers-les-Nancy.
De forme rectiligne d'est vers l'ouest, la rue Vauban prolonge l'avenue de Brabois depuis Villers-les-Nancy et relie le boulevard d'Haussonville à la rue du Sergent-Blandan. La rue possède également des intersections avec la rue du Général-Hulot, la rue du Colonel Courtot-de-Cissey, la rue du Général-Custine et la rue Michel-Dinet. Elle se prolonge par la rue Pierre-de-Sivry. La rue est parallèle à la rue du Placieux.
La circulation automobile est en zone 30 km/h à double sens de la rue du Sergent-Blandan à la rue du Général-Hulot puis en sens interdit jusqu'au boulevard d'Haussonville.
Les stations du réseau Stan les plus proches sont les arrêts “Artem Vauban” de la ligne de Bus no 11 et “Avenue de Brabois” de la ligne de Bus no 10.

## Origine du nom
La rue fut baptisée ainsi en l'honneur Sébastien Le Prestre de Vauban, ingénieur, constructeur de citadelles et de places fortes sous le règne de Louis XIV.
Il fortifia de nombreuses villes en Lorraine. C'est sur ses indications que sont établies, en 1672, les fortifications de Nancy peu de temps après leur première destruction.

## Historique
La rue Vauban est un ancien chemin rural qui, par les rues de Villers et du Sergent Blandan, menait par un accès privé au château de Rémicourt. Ce château est attesté dès le XIIIe siècle et appartient au XVIIIe siècle à la famille Pierre de Sivry qui le restaura.
Cette rue longeait les casernes Landremont, devenue caserne Verneau, et Molitor devenue le quartier Artem.
La rue est dénommée en 1937.

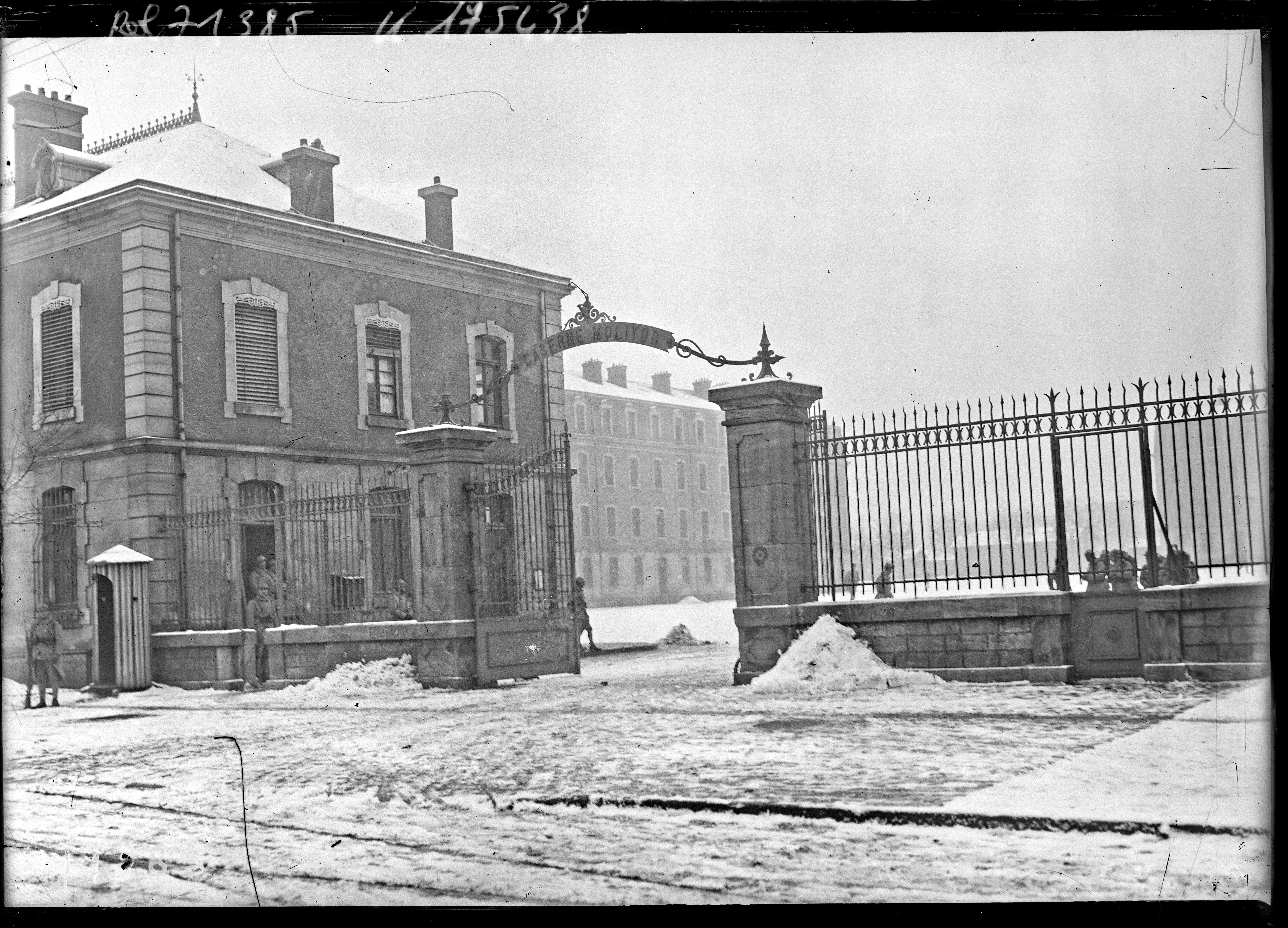
Caserne Molitor.
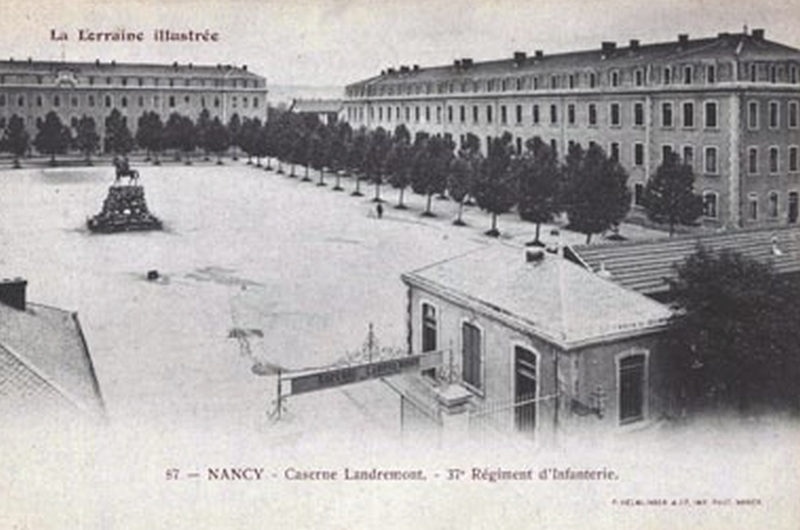
Caserne Landremont.

## Bâtiments remarquables et lieux de mémoire
- no 42 : immeuble de style art déco[2] construit en 1933 par l'architecte nancéien Charles Masson (1894-1971)[3].

- Caserne Landremont devenue caserne Verneau[4]. Le 37e régiment d'infanterie, Régiment de Turenne, a tenu quartier à la caserne Landremont de 1885 à 1914. Il en est parti en 1914 pour livrer bataille à Morhange au sein de la Division de Fer. Cette caserne porte, à présent, le nom du Général de division Jean-Édouard Verneau (1890-1944).

- Le campus Artem, sur l'emplacement de l'ancienne caserne Molitor[5], longe la rue Vauban avec :
  - L'École nationale supérieure d'art et de design de Nancy depuis 2016 ;
  - Le collège Artem, du Plan Collèges Nouvelles Générations, en construction depuis 2020[6] (livraison prévue 2022) qui sera le premier collège à énergie positive de Meurthe-et-Moselle[7].

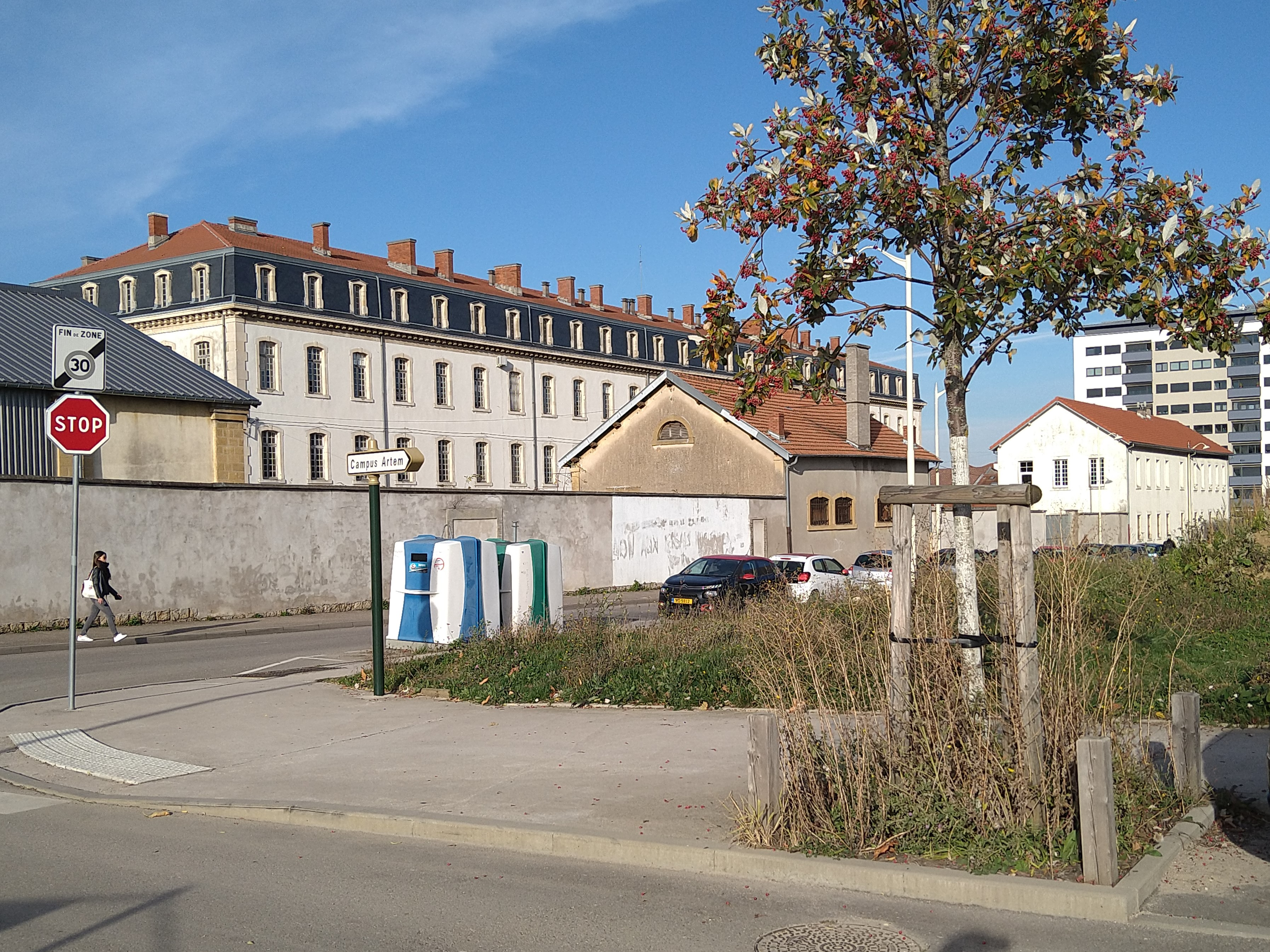
Caserne Verneau.
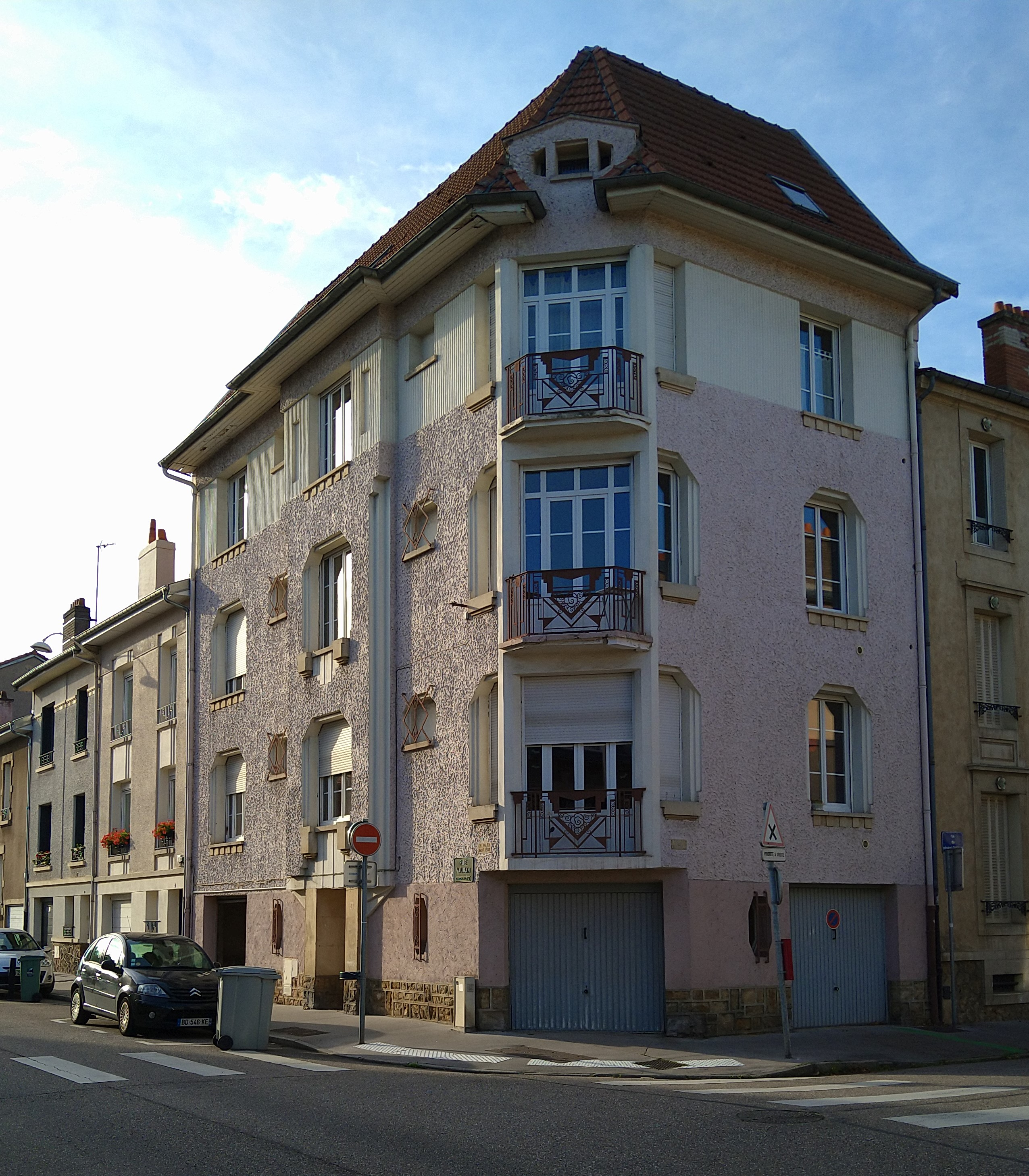
42, rue Vauban.
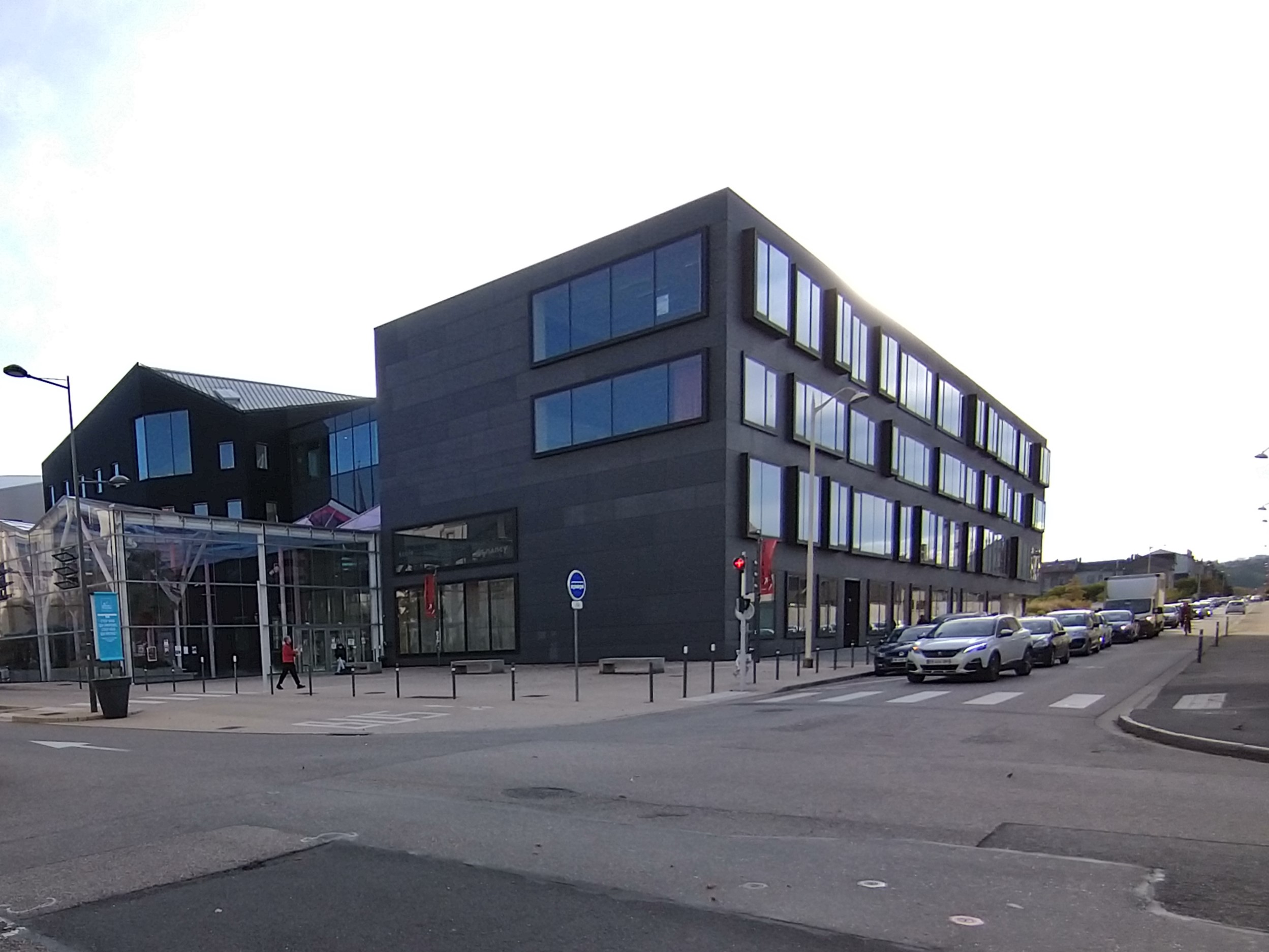
École de Design.